# クリート・ケラー
クリート・D・ケラー（Klete D. Keller、1982年3月21日- ）は、アメリカの元競泳選手である。2000年、2004年、2008年夏季オリンピックの400メートル自由形および4×200メートル自由形リレーのメダリスト。

## 大学での経歴
ケラーは南カリフォルニア大学（USC）に2000年から2001年までの2年間通ったが、水泳に集中するために大学を離れた。USCでは、200ヤード、500ヤード、1650ヤード自由形や自由形リレーで複数の個人および団体Pac-12およびNCAAタイトルを獲得した。

## オリンピック
ケラーは2000年、2004年、2008年の夏季オリンピックに参加した。2004年アテネ大会における4×200メートル自由形リレーではアンカーを務め、追い掛けるイアン・ソープを寄せ付けずに0.13秒の差で優勝に導いた。オーストラリアがこの種目で敗れたのは7年振りであった。
2004年から2007年、ケラーはミシガン大学でボブ・ボウマンと元ヘッドコーチのジョン・ウルバンチェクの下でトレーニングを行った。ケラーはミシガン大学を離れて、学業を終えるためにUSCに戻り、デイブ・サロの下でトレーニングを行った。

## オリンピック以後
2018年、ケラーは、2014年の離婚後にホームレスとなっており、おおよそ10か月間車上で生活していたことを明かした。ケラーは、無職で3人の子供のために元妻へ養育費を支払わなればならない、と述べた。また、子供たちへの面会権を持っていない、とも述べた。2014年春に行われたインタビューにおいて、ケラーは、オリンピックの3つのメダルの行方については、もはや確信がないと述べた。同じ2014年のインタビューにおいて、ケラーは水泳引退後は努力しても同じような成功を収めることができなかったとも語った。水泳後の進路については、先見の明がなかったことが失敗だったといい、自分自身に対してもスポーツに対しても、どこか「苦い」と感じていたという。2018年、ケラーは妹でオリンピック水泳選手のカリン・ケラーのおかげでホームレスの状態から立ち直ることができたとし、妹が自身を引き取ってくれた、と語った。彼が個人としての復帰と考えている間、彼は水泳のレッスンを教えたり、水泳クリニックを運営したりして生計を立てていたという。
2018年以後、ケラーはコロラドスプリングスに居住している。コロラドスプリングスでは、Hoff & Leigh社で住宅用不動産仲介業者としてのキャリアを開始した。
2021年、ケラーは2021年アメリカ合衆国議会議事堂襲撃事件の参加者として特定された。この襲撃事件において、議事堂ロタンダ内部で警官隊と衝突する群集の中にケラーがいる映像が撮影されている。ケラーがいたことは、保守放送局Townhallによって投稿されたビデオを見た複数の人々によって情報筋へ報告された。ビデオの中でケラーを見付けた人々の一部は、ケラーのソーシャルメディアアカウントには近年トランプを支持するメッセージ交換が含まれていた、と述べた。ケラーのソーシャルメディアアカウントはその後削除された。